# Kalervo Hietala
Kalervo Johannes Hietala (* 24. Februar 1938 in Rovaniemi) ist ein ehemaliger finnischer Eisschnellläufer.
Hietala, der für den Lapin Lukko aus Rovaniemi startete, nahm von 1959 bis 1975 meist  an nationalen Rennen sowie skandinavischen Wettbewerben teil und erreichte im Jahr 1969 mit dem dritten Platz über 10.000 m seine beste Platzierung bei finnischen Meisterschaften. Er nahm an keiner Mehrkampfweltmeisterschaft teil. Bei seiner einzigen Teilnahme an Olympischen Winterspielen im Februar 1964 in Innsbruck belegte er den 26. Platz über 10.000 m und den 15. Rang über 5000 m. Bei der Mehrkampfeuropameisterschaft 1967 in Lahti lief er auf den 25. Platz im Kleinen Vierkampf. Sein Bruder Raimo Hietala startete bei den Olympischen Winterspielen 1968 in Grenoble im Eisschnelllauf.

## Persönliche Bestzeiten
| Disziplin | Zeit        | Datum           | Ort          |
| --------- | ----------- | --------------- | ------------ |
| 500 m     | 43,7 s      | 18. März 1974   | Rovaniemi    |
| 1500 m    | 2:13,9 min  | 13. März 1965   | Rovaniemi    |
| 3000 m    | 4:42,0 min  | 14. Januar 1967 | Tampere      |
| 5000 m    | 7:58,8 min  | 5. Februar 1964 | Innsbruck    |
| 10.000 m  | 16:45,6 min | 2. März 1969    | Lappeenranta |